# Cratere Annia Faustina
Annia Faustina  è un cratere sulla superficie di Venere.